# Гийо, Жан-Батист Андре
Жан-Батист Андре Гийо (фр. Guillot, Jean-Baptiste André, также известен как Гийо-сын, 1803 — 1882) — французский селекционер и владелец частного питомника роз, создатель класса Чайно-гибридные розы (англ. Hybrid Tea).

## Биография
Сын Жан-Батиста Гийо (фр. Guillot, Jean-Baptiste) и фр. Jeanne Marie Piollet. С 14-летнего возраста работал в семейном бизнесе.
Женился на Катрин Бертон в 1850 году. В 1852 году создал собственную фирму.
Наиболее известен тем, что создал первый сорт класса чайно-гибридных роз, 'La France', в 1867 году.
Умер 6 сентября 1893 года.
Его сын Пьер Гийо (фр. Guillot, Pierre) продолжил семейный бизнес.